# 王玫
王玫，五代十国后唐官员。
唐闵帝即位之初，王玫历任光禄卿、三司副使、判院事充三司使。秦府之乱，三司使孙岳死后，朝廷于是命王玫权判三司使。唐末帝李从珂即位，清泰元年（934年）四月，以王玫为宣徽北院使。他在后晋、后汉也出任官职。天福八年（943年），官至光禄大夫、檢校司徒、行太子賓客、上柱國、太原縣開國男、食邑三百户的王玫，与副使正議大夫、行尚書吏部郎中、柱國、賜紫金魚袋趙熙等，持節備禮，至杭州册封钱弘佐为吴越國王。

## 注
1. ↑  《册府元龟》卷四百八十三·邦计部·总序选任
2. ↑  《旧五代史》卷四十六·唐末帝纪
3. ↑  《十国春秋》卷八十